# Bargas (kommun)
Bargas är en kommun i Spanien.   Den ligger i provinsen Toledo och regionen Kastilien-La Mancha, i den centrala delen av landet, 60 km sydväst om huvudstaden Madrid. Antalet invånare är 9 874.